# Beuvron-en-Auge
Beuvron-en-Auge település Franciaországban, Calvados megyében. Lakosainak száma 201 fő (2022. január 1.). Beuvron-en-Auge Dozulé, Beaufour-Druval, Hotot-en-Auge, Putot-en-Auge, Saint-Jouin és Victot-en-Auge községekkel határos.

## Népesség
A település népességének változása:
| Lakosok száma | 338  | 276  | 274  | 219  | 226  | 194  | 188  | 194  | 197  | 201  |
|               | 1968 | 1982 | 1990 | 2006 | 2013 | 2015 | 2017 | 2019 | 2020 | 2022 |